# Oscar Dieling
Oscar Dieling (* 30. März 1898 in Stendal; † 18. Juni 1971 in Uelzen) war ein deutscher Journalist und Politiker (DDP, FDP).
Dieling besuchte die Mittelschule und ging nach seinem Abschluss in eine Maurerlehre. Zwischen 1914 und 1916 absolvierte er ein Studium im Hochbau an der Höheren Technischen Lehranstalt in Nienburg. Im Ersten Weltkrieg war er Kriegsteilnehmer. Nach dem Kriegsende war er seit April 1919 für mehrere Jahre als Bauführer beschäftigt. Im Jahr 1923 gelang Dieling der Berufliche Wandel und er begann eine journalistische Laufbahn. Bis in das Jahr 1936 war er als Redakteur für die unterschiedlichsten Tageszeitungen tätig. Nach der Machtergreifung im Jahr 1933 wurde er fristlose entlassen und verhaftet. Er wurde durch Streichung in der Berufsliste der Schriftleiter faktisch von seinem Beruf ausgeschlossen und begann daher im Jahr 1937 in einer Anstellung als Werbeleiter beim Reichsluftschutzbund in Hannover.
Zwischen August 1939 und April 1940 war er als Gefreiter bei einer Luftwaffen-Baukompanie im erneut im Kriegsdienst. Zwischen 1943 und 1945 wurde er bei der Polizei notdienstverpflichtet. Nach dem Ende des Zweiten Weltkrieges war er seit Juni 1945 als Sonderreferent bei der Industrie- und Handelskammer in Hannover tätig. Er war mit der Entnazifizierung der gewerblichen Wirtschaft betraut.
Dieling war zunächst politisch Mitglied der Deutschen Demokratischen Partei zwischen 1924 und 1933. In dieser Zeit war er Mitglied des Wahlkreisvorstandes der Deutschen Demokratischen Partei für Braunschweig sowie Mitglied des Reichsbanners. Nach Kriegsende im Jahr 1945 wurde er Mitbegründer der Freien Demokratischen Partei (Demokratische Union). Er wurde zum Mitglied des vorläufigen Vorstandes für den Landesverband Hannover gewählt. Dieling wurde Mitglied des ernannten Hannoverschen Landtages vom 23. August 1946 bis 29. Oktober 1946. Er war Vorsitzender des Flüchtlingsausschusses.